# ペリカン属
ペリカン科（ペリカンか、Pelecanidae）は、ペリカン目に含まれる科。ペリカン属のみで本科を構成する。

## 分布
アフリカ大陸、北アメリカ大陸、南アメリカ大陸沿岸部、ユーラシア大陸南部、アメリカ合衆国北西部、オーストラリア、カナダ西部、スリランカ、ニュージーランド

## 形態
最大種はハイイロペリカンで全長170センチメートル。翼開張330センチメートル。体重11キログラム。メスよりもオスの方が大型になる。羽色は灰色や白。初列風切は黒い。
嘴は大型で長く、下嘴から喉にかけて袋状に伸長する皮膚（咽喉嚢）がある。重心が胃にあり、大量の獲物を胃に入れた状態でもバランスを崩さずに飛翔する事ができる。
ペリカンは、前後に頭の位置をシフトさせることによって、重心を変化させてバランスを維持する。また、両翼にある1対ないし3対程度の羽根をエルロンのように動かすことで、左右のバランスを調整している。
卵は白い殻で覆われる。
ペリカンの気嚢は、翼先端まで伸びている。

## 分類
以下の分類・英名は Clements Checklist v2015・IOC World Bird List ver.5.1 に、和名は（Schreiber, 長谷川訳, 1986）・（長谷川, 1992）・日本鳥類目録改定第7版に従う。
- Pelecanus conspicillatus コシグロペリカン Australian pelican
- Pelecanus crispus ハイイロペリカン Dalmatian Pelican（P. philippensis のシノニムとする説もあり）
- Pelecanus erythrorhynchos シロペリカン American white pelican
- Pelecanus occidentalis カッショクペリカン Brown pelican
- Pelecanus onocrotalus モモイロペリカン Great white pelican
- Pelecanus philippensis ホシバシペリカン Spot-billed pelican（P. crispus をシノニムとして和名ハイイロペリカンとする説もあり）
- Pelecanus rufescens コシベニペリカン Pink-backed pelican
- Pelecanus thagus ペルーペリカン Peruvian Pelican

## 生態
沿岸や湖沼などに生息する。
食性は動物食で、主に魚類を食べるが、甲殻類を食べることもある。水面で獲物を水ごと咽喉嚢に含み水だけを吐き出して捕食し、モモイロペリカンなどは集団で魚群を追い込み捕食することもある。カッショクペリカンは空中から急降下して水中の獲物を捕らえる。他の鳥類（鳩など）を捕食するという報告もある。
繁殖様式は卵生。オスが巣を作る場所を決め、その場でメスに求愛する。メスが営巣し、オスは巣材を運ぶ。集団繁殖地（コロニー）を形成する。雌雄交代で抱卵し、抱卵期間は約1か月。育雛も雌雄共に行う。卵を複数個産んだ場合でも巣立つ雛は通常1羽で、巣立った幼鳥も生後1年以内に大半が死亡する。

## 人間との関係

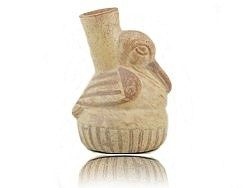
モチェのペリカン ラルコ博物館収蔵、ペルー、リマ

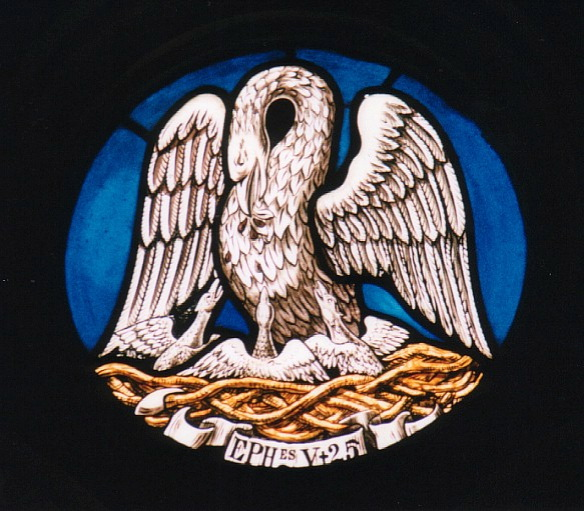
ペリカンのステンドグラス、 First Congregational Church, Amherst, Massachusetts、親ペリカンが自らの胸に穴を開けて子に血を与えている。同様のデザインは世界各地で見られる。

ペットとして飼育されることがある。人によく馴れ、ときには、主人のもとに魚を持ってこさせたりするほどにしつけることができる。古くは、マクシミリアン皇帝が飼育したペリカンは、80年以上生きたとされている。
肉食であるペリカンの肉は臭く、味は非常にまずいため食用に向かない。アメリカンインディアンはペリカンを猟獲し、その袋を加工して、財布やタバコ入れなどを制作していた。18世紀にはそれらの一部がヨーロッパに輸出された。
淘鵝油（）は、ハイイロペリカンの脂肪油であり、通常、秋または冬に捕獲し、化膿性のできもの、腫れもの、悪性のでき物、風疹や湿疹の疼痛に用いる。ペリカンの油脂はインド、ペルシアでも古くから用いられた。
ペリカンが胸に穴を開けてその血を与えて子を育てるという伝説があり、あらゆる動物のなかで最も子孫への強い愛をもっているとされる。この伝説を基礎として、ペリカンは、全ての人間への愛によって十字架に身を捧げたキリストの象徴であるとされる。このようなペリカンをキリストのシンボルとみなす記述は、古くは中世の著作にも見つけることができる。
ペルーのモチェ文化において陶製のペリカン像が発見された。カッショクペリカンかそれに近い種をモデルにしている可能性がある。
鵜の字は、日本では鵜飼いなどに用いる鵜を指すが、もともとはペリカンの意である。
アラビア語では、呼称として al-qadus が用いられていた。この語がポルトガル語で alcatruz となり大型の海鳥広範を指すようになり、英語でアホウドリ類を指す albatross の語源となっている。
ハイイロペリカンやホシバシペリカンは、漁業と競合する害鳥とみなされることもあり、開発による生息地の破壊、漁民によるコロニーの破壊により生息数が減少している。